# Gunnar Åkerlund
Ernst Gunnar Åkerlund (ur. 20 listopada 1923 w Nyköping, zm. 4 października 2006 tamże) – szwedzki kajakarz. Dwukrotny medalista olimpijski.
Brał udział w dwóch igrzyskach (IO 48, IO 52) i na obu olimpiadach zdobywał medale w kajakowych dwójkach. W 1948 triumfował na dystansie 10 000 metrów, cztery lata później w tej konkurencji zajął drugie miejsce. Podczas obu startów partnerował mu Hans Wetterström. Trzykrotnie stawał na podium mistrzostw świata, zdobywając dwa złote (K-4 1000 m: 1948, K-2 10 000 m: 1950) i jeden srebrny medal (K-4 1000 m: 1950).